# 韦唯
韦唯（1963年9月28日—），中国大陸女歌手，本名张菊霞，艺名取自母亲姓氏及其近音，含有唯一的意思，壮族（随母），父親是山東省兰陵县向城镇人，母親是廣西壮族人，为歌手、作曲人和演員，生於內蒙古呼和浩特市，後舉家遷至老家廣西柳州。
她可以演唱普通話和英文歌曲，並且在中國及海外與中國相關的大型活動儀式和電視節目經常受邀出席演出，她也常常獲邀代表中國出席參與一些國際性的活動。
韋唯1993年起擔任中國的奧運大使，當時中國奧委會準備進行第一次申奧活動。她也通過參與在中國及海外的主要奧運活動節目演出，來表現對北京奧運的支持。在2004年，她在一项关于谁来演唱北京奥运会主题曲的网络调查中获得最多票数。韋唯也是在亞特蘭大奧運的奧運100周年慶祝活動上，唯一一位參與演出的亞洲代表。
2006年韋唯出道20周年。"I want to fly"這張專輯是在斯德哥尔摩、伦敦及洛杉矶所錄製。
她於1986年出道並開始崛起，當年她在中央电视台青年歌手电视大奖赛中获得专业组二等奖。隔年中國派她作為代表，首次參與国际流行歌曲大赛：在波蘭舉行的第24屆索波特国际歌曲大赛。她不但贏得了比賽，还获得了“Miss Photo-category”的称号，這一切都帶給她更多參與演出的機會。3年後，她在北京亞運中參與表演演出，並在1993年上海東亞運時，與西班牙語歌手胡里奥·伊格莱西亚斯進行合唱。
1999年之後她旅居在瑞典。2003年回國，現與三個兒子定居在北京。

## 生平

### 早年
韦唯的父亲籍贯山东苍山县，母亲籍贯广西柳州，她出生于内蒙古呼和浩特，取名张菊霞。
韦唯的父親在呼和浩特铁路局工作。當韋唯在就讀幼稚園時，她練習各種不同的樂器、古典芭蕾及歌唱，四歲時已經被訓練在大批觀眾面前表演。
韋唯七歲時全家搬到廣西柳州，从柳铁五小毕业后进入柳铁一中并成为该校文艺宣传队主力，十四岁时被中国铁路文工团选中独自前往北京闯荡。做為一名年輕的單位表演工作者，她參與了所有種類的演出並活躍其中，包括舞蹈、歌唱、樂器演奏、編舞、舞台設計、燈光等等，而單位進行全國巡迴演出時，經常在一天之內有過好幾場現場表演。

### 1986年-1987年 突破
1986年，韦唯凭着演唱一首郭峰创作的《让我再看你一眼》贏得中央电视台青年歌手电视大奖赛。
1987年，她又凭借演唱郭峰创作的《心中的星》、《恋寻》等歌曲在波蘭贏得第24屆索波特国际歌曲大赛。

### 1993年-1996年 走向國際
韋唯在1993年的東亞運開幕與閉幕典禮儀式時，她與巨星級的西班牙歌手胡里奥·伊格莱西亚斯共同合作演唱歌曲《鴿子》
1995韋唯展開巡迴演唱會-"韋唯與世界"，演唱會在中國大陸幾個重要城市舉辦，包括北京、上海、廣州和昆明。
1996年她做為亚洲代表出席在亚特兰大的奧運一百週年慶祝活動並在6萬名觀眾面前演唱歌曲。她身為這場活動唯一的亞洲代表，獲得美國有線電視新聞網CNN長達15分鐘的特寫播出。
她也參加了北京新首都体育馆開幕式演出。

### 1997年-2002年 國內巨星
1997年6月30日晚上，中國在北京天安門廣場上現場舉辦了「香港回歸中國之夜」活動，韋唯成為該場活動的主要參與演出者。她的歌《陽關大道》成為了年度金曲。
1998年為長江水災的受難者所舉行的大型慈善募集活動中，韋唯演唱《愛的奉獻》。這場活動是在北京人民大會堂所舉行並由央視進行轉播放送。 
韋唯於2000年加入了中國奧委會並做為中國代表去爭取申辦北京奧運。她在悉尼歌剧院和上海歌剧院現場獻唱歌曲。
2001年時，她參與了一場為斯里蘭卡遇難者所舉辦的慈善募款演唱會。

### 2006年-2007年 出道20周年
2006年
韋唯慶祝自己出道20周年

### 2008年
在2008年的一開始，韋唯在十亿多名电视观众面前表演，作为Fairchild Media Group的一部分，和上海文廣新聞傳媒集團的“2008年中國春節群星會”，該節目於2008年1月18日在加拿大溫哥華進行錄製，包括了一首和女高音喬琪雅·芙曼蒂的二重唱。在這聯歡節目上，韋唯演唱了一些她自己的歌曲，包含"Go Girl Go" (女足世界杯主題曲)以及"One World One Dream" 。

## 歌曲和音樂

### 歌曲
《辘轳女人和井》、《心中圣火》、《五星邀五环》
中文歌曲：
- 恋寻（郭峰作词，郭峰作曲）
- 爱的奉献（黄奇石作词，刘诗召作曲）
- 亚洲雄风（张藜作词，徐沛东作曲）
- The red flower
- Tears of a lover
- Love song to the moon
- Understanding
- Looking at you
- You are the one
- Woman like a bird
- True feelings
- A soft world
- The same homeland
- 今天是你的生日
- The lolo song
- True love
- Searching for love
- Telling to the spring
- 同一首歌
- Welcome to Beijing
- This wonderful world
- Common holiday
- Good luck to you
- Sparkling sky
- Love for Chishui
- Green snares of love
- Look up at the sparkling sky
- Thanks
- I believe in China

英文歌曲：
- All there is / Multiplay
- Where we are /Multiplay
- Love Changes Everything / Andrew Lloyd Webber
- If you believe / Peter Jöback/Anders Bagge

### 西方的影響
2003年以來，她開始進行新的音樂製作，由西方人的音樂團隊製作，在斯德哥尔摩、伦敦及洛杉矶錄音。
All there is (中文：Its all different) / Multiplay Music – Vinny Vero, Peter Malmrup, Andreas Hedlund, Erik Nova
Where we are (中文：I want to fly) / Multiplay Music – Fatima Rainey, Brian Hobbs, Andreas Aleman, Andreas Hedlund, Erik Nova
"Love Changes Everything" / Andrew Lloyd Webber
If you believe (Duet with Peter Jöback) / Murlin Music – Anders Bagge
The Dance loop / Eclectic – Johan Åberg
- Broad Highway
- It’s all different
- Asian Wind
- The lolo song
- Welcome to Beijing

## 奧林匹克

### 奧運大使
韋唯從1993年起就成為中國的音樂奧運大使，她經常代表中國奧委會並支持他們爭取北京申奧的工作。當2001年7月13日北京申奧在莫斯科勝利後，韋唯主演了多部庆祝京奥的电视片。
1993年
- 爭取申奧會議（Olympic Application Campaign）摩納哥

1996年
- 奧運100周年慶祝（Olympic 100 years celebration Show）美國亞特蘭大

2001年
- 爭取申奧會議（Olympic Application Campaign）莫斯科

2004年
- Launch of Olympic Logo. 中國北京
- 北京奧運體育場"鳥巢"動工 中國北京
- 香港内地奥林匹克投资会 香港
- Athén Olympic Medalist Celebration Show. 中國北京
- Olympic Song Program Show. 中國北京
- 奥运电影节 中國北京

2005年
- Launch Olympic Slogan “One World One Dream”.中國北京
- Launch of Olympic Mascots. 中國北京
- 奥运倒计时100天活动 中國北京

2006年
- 奧運慶祝活動。加拿大多倫多
- 奧運長城活動。 中國萬里長城
- Olympic Athletes Celebration Show. 中國北京
- 奧運帆船中心開幕典禮。中國青島
- 奧運倒计时兩年活動。中國北京
- Official Olympic Song and Singer. 中國青島

2007年
- 央視奧運倒數500天活動。中國北京
- 湖南电视台超级女声  倒计时500天 中國北京
- Olympic Fire Show on CCTV. 中國北京

圖片參見：Olympic Ambassador Shows
2008年
- 参加迎奥运歌曲《北京欢迎你》的录制，与群星合作并参加奥运倒计时100天晚会。

## 慈善事業
1998年時，韋唯出席了一場在人民大会堂為長江水災災民所舉行的募款的慈善晚會上，獻唱她的代表歌曲《愛的奉獻》，這場活動有來自中国大陆、香港還有臺灣的藝人明星共同參與。2001年時韋唯代表中國出席參與了一場為斯里蘭卡海啸災民所辦的慈善募款演唱會。

## 《我是歌手》第二季竞演
韦唯于2014年参与湖南卫视大型音乐类比赛《我是歌手》第二季的竞演，首次出现于第一场，并于第四场（第二轮）被淘汰。
韦唯在第一轮和第二轮的总得票率分别为：18.66%及5.17%。
于第三轮替补韦唯的歌手为品冠。
【以下为韦唯所参与的场次、选曲和得名】
1、第一场：2014年1月3日—《恋寻》—第二名
2、第二场：2014年1月10日 —《在水一方》—第一名
3、第三场：2014年1月17日—《女人花》—第七名
4、第四场：2014年1月24日—《太阳最红毛主席最亲》—第七名（淘汰）
5、第五场：2014年1月31日—《好人一生平安》—返场表演    
6、第六场：2014年2月7日—《重整河山待後生》—突圍賽（突圍失敗）
【节目中发生了以下的小插曲】
1、第二期：韦唯在演唱《在水一方》时音响出现故障，导致韦唯演出中断，并于音响回复正常后进行了第二次演唱。
2、第四期：罗琦好意主动跟她对换演唱顺序，韋唯婉拒。

## 家庭
韋唯在1995年與美國作曲家Michael Joseph Smith結婚，不過在2003年帶著離婚紙回國，韋唯表示，因為他佔有欲過強，也對母子們屢次威脅，所以他們在2003年決定離開他而回國，2004年4月17日，韋唯正式離婚，結束維持了10年的婚姻。
韦唯居住在瑞典期间，花费350万克朗购买疗养院，再花数百万翻新装修。离婚前共欠下九千四百万克朗应税债务，夫妻俩被要求搬离豪宅。 （页面存档备份，存于）
她和前夫育有三個兒子，Symington、Remington 和 Vinson，三人都是在喬治亞州亚特兰大出生。他們從小就跟隨著他們的母親在中國的電視和舞台現身。

## 相关
在《我是歌手》第二季與周筆暢認識，繼而在《天天向上》結拜成為乾母女。巧合的是，韋唯和周筆暢的乾爹張國立在1991年电影《女歌星的故事》中曾是熒幕情侶。

## 外部連結
•Weiwei skylder penge i Sverige （页面存档备份，存于）
- WEIWEIMUSIC.COM - Wei Wei Official Site
- WEIWEIINT.COM - Wei Wei Management Site
- WEIWEI.MOBI - Wei Wei Mobile Site（页面存档备份，存于）
- GO-GIRL-GO.MOBI- "The biggest salute"
- tom.com, China 2007
- El Periódico, Spain 2007 （页面存档备份，存于）
- Repubblica delle Donne, Italy 2007[永久]
- Football Dynamics Asia 2007
- Billboard, US 2007 （页面存档备份，存于）
- El Pais, Spain 2007
- Capital, France 2007[永久]
- Göteborgs Posten, Sweden 2007
- Mobile Entertainment, UK 2007
- Stockholm Business Region, Sweden 2007
- Dagens Industri, Sweden 2006
- Dina Pengar, Sweden 2006
- Dagbladet, Norway 2006
- Metro, Sweden 2006
- China Daily, China 2005
- Beijing Weekly, China 2005（页面存档备份，存于）
- CCTV Up close, China 2005 （页面存档备份，存于）
- Asia Now, China 1995